# Кастігалеу
Кастігалеу (ісп. Castigaleu, кат. Castigaleu) — муніципалітет в Іспанії, у складі автономної спільноти Арагон, у провінції Уеска. Населення — 121 особа (2009).
Муніципалітет розташований на відстані близько 410 км на північний схід від Мадрида, 80 км на схід від Уески.
На території муніципалітету розташовані такі населені пункти: (дані про населення за 2009 рік)
- Кастігалеу: 117 осіб
- Сан-Лоренсо: 2 особи

## Демографія
Динаміка населення (INE ):